# (22304) 1990 RU9
(22304) 1990 RU9 là một tiểu hành tinh vành đai chính. Nó được phát hiện bởi Henry E. Holt ở Đài thiên văn Palomar ở Quận San Diego, California, ngày 14 tháng 9 năm 1990.